# Policiamento Cosme e Damião
O policiamento em duplas, denominado Cosme e Damião, é a modalidade mais elementar de policiamento; o qual é realizado a pé.

## Denominação
A designação desse policiamento como Cosme e Damião surgiu na década de cinquenta no Rio de Janeiro, e é mantida por tradição até os dias atuais. Em alguns Estados da Federação foram atribuídas outras denominações.
- Na BMRS (Rio Grande do Sul) se chamava policiamento Pedro e Paulo.
- Na Polícia Feminina da antiga Guarda Civil de São Paulo, a dupla feminina era conhecida por Marta e Maria.
- Na PMBA (Bahia) a dupla composta por um policial masculino e um feminino é chamada de Romeu e Julieta.

### Paraná

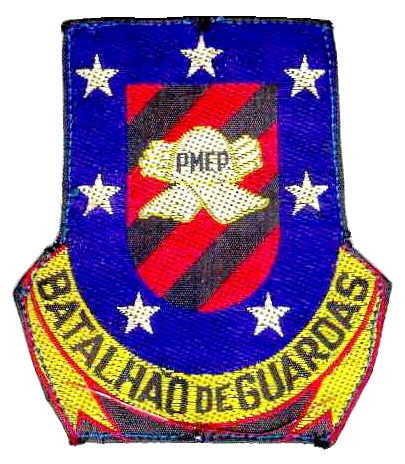
Brasão de policiamento Cosme e Damião - 1959 a 1981.

Na PMPR esse policiamento se iniciou em 1959, no Batalhão de Guardas, atual 12° BPM, sob o comando do Tenente-coronel Orlando Xavier Pombo.
Inicialmente, para integrar o serviço era necessário concluir um curso especializante. Idealizado e organizado pelo então 1° Tenente Antônio Cipriano Bispo, e aplicado nas dependências do 2° Batalhão de Polícia Militar, que nessa época tinha sede em Curitiba. Nesse curso constavam onze matérias; dentre as quais: ataque e defesa; boas maneiras (sic); socorros de urgências; dentre outras.
Originalmente o policiamento era orientado para a região escolar; sendo os seguintes colégios estaduais os primeiros a receberem efetivo:
- Colégio Estadual Francisco Xavier da Silva;
- Colégio Estadual Aline Pichet;
- Colégio Estadual Manuel Ribas;
- Colégio Estadual Tiradentes;
- E o Colégio Estadual do Paraná.

Posteriormente, devido o sucesso apresentado, foi estendido a outras áreas, e introduzida uma versão realizada pela polícia montada, para o período noturno. Com o passar do tempo essa atividade se vulgarizou, e perdeu seu status inicial; transformando-se na modalidade mais comum de policiamento.

#### Uniforme
A fim de dar especial destaque a essa atividade, foi desenvolvido um uniforme próprio para os policiais. Constando de uma jaqueta de colarinho fechado por sete botões dourados, e passadeiras para o cinturão de serviço. Todos os equipamentos eram na cor branca (cinto, coldre, porta cassetete, cordão do apito, e capacete). Os coturnos eram marrons, como os de paraquedistas, com cadarços brancos.